# Piotr Baran
Piotr Baran (Inowrocław, 21 luglio 1962) è un ex cestista e allenatore di pallacanestro polacco.

## Carriera
Con la Polonia ha disputato i Campionati europei del 1991.